# Heed Rock
Der Heed Rock (von englisch heed ‚Beachtung, Aufmerksamkeit‘) ist ein sehr kleiner und zeitweilig vom Meer überspülter Klippenfelsen im Wilhelm-Archipel vor der Westküste des Grahamlands auf der Antarktischen Halbinsel. In der Gruppe der Wauwermans-Inseln liegt er 1,5 km südlich von Brown Island.
Der Felsen ist erstmals, jedoch noch unbenannt, auf einer argentinischen Landkarte aus dem Jahr 1950 verzeichnet. Eine hydrographische Einheit der Royal Navy nahm zwischen 1956 und 1957 Vermessungen vor. Das UK Antarctic Place-Names Committee benannte ihn 1959 so, um seine Gefährlichkeit für die Schifffahrt zu unterstreichen.